# Cerochroa inconspicua
Cerochroa inconspicua es un coleóptero de la familia Chrysomelidae.
Fue descrita científicamente en 1894 por Jacoby.